# Inge Clement
Inge Clement (ur. 26 czerwca 1977) – belgijska judoczka. Olimpijka z Sydney 2000, gdzie odpadła w pierwszej rundzie w wadze półlekkiej.
Uczestniczka mistrzostw świata w 1993, 1995 i 2001. Startowała w Pucharze Świata w latach 1995−2001. Złota medalistka mistrzostw Europy w 1997 i 2001 roku.

## Letnie Igrzyska Olimpijskie 2000
| Konkurencja | Rundy eliminacyjne     | Klas. końcowa |
| Konkurencja | 1/16                   | Miejsce       |
| ----------- | ---------------------- | ------------- |
| 52 kg       | Salima Souakri (ALG) P | I runda       |